# Шурубура Валентина Василівна
Валентина Василівна Шурубура (1940, місто Маріуполь, тепер Донецької області — ?) — українська радянська діячка, електрозварниця заводу «Ніжинсільмаш» Чернігівської області. Герой Соціалістичної Праці (10.03.1981). Депутат Верховної Ради УРСР 8—10-го скликань.

## Біографія
Народилася в родині залізничника Василя Шевченка. Батько загинув під час виконання службових обов'язків.
Освіта середня спеціальна. Закінчила середню школу в місті Жданові (Маріуполі) і професійно-технічне училище.
У 1959—1960 роках — машиніст баштового крана Каракубського будівельно-монтажного управління Сталінської області.
У 1960 році закінчила курси електрозварників.
З 1960 року — електрозварниця будівельно-монтажного управління тресту «Укренергочормет» в місті Жданові (Маріуполі) Донецької області.
З 1963 року — електрозварниця дрібносерійного й експериментального цеху, майстер пресового цеху Ніжинського заводу сільськогосподарського машинобудування імені 60-річчя Великої Жовтневої соціалістичної революції виробничого об'єднання «Ніжинсільмаш» («Ніжинптахомаш») Чернігівської області.
Потім — на пенсії в місті Ніжині Чернігівської області.

## Родина
Чооловік, Микола Шурубура, працював машиністом тепловоза.

## Нагороди
- Герой Соціалістичної Праці (10.03.1981)
- два ордени Леніна (;10.03.1981)
- орден «Знак Пошани»
- медаль «За доблесну працю. В ознаменування 100-річчя з дня народження Володимира Ілліча Леніна» (1970)
- медалі
- значок «Відмінник соціалістичного змагання»